# Vlag van Troms

Vlag van Troms

De vlag van Troms is op 15 januari 1960 officieel ingesteld als de provincievlag van de Noorse provincie Troms. De vlag toont een gele griffioen in een rood veld. Een griffioen is een monster met de rug van een leeuw en vleugels, kop en klauwen van een adelaar. Het is een van de oudste heraldische symbolen en komt zelfs voor in oude Egyptische kunst.
De vlag toont hetzelfde beeld als het gemeentewapen.
Op 1 januari 2020 fuseerde de provincie Troms met Finnmark tot de nieuwe provincie Troms og Finnmark waardoor het gebruik hiervan als provincievlag is komen te vervallen. Per 1 januari 2024 is Troms na de opdeling van Troms og Finnmark opnieuw een van de Noorse provincies waardoor de vlag is opnieuw in gebruik genomen.

## Verwante afbeeldingen

Wapen van Troms